# Aleksandr Freze
Aleksandr Ustinowicz Freze, Alexander Benedikt Frese (ros. Александр Устинович Фрезе, ur. 3 kwietnia?/15 kwietnia 1826 w Rewlu, zm. 4 lutego?/16 lutego 1884) – rosyjski lekarz psychiatra, profesor Uniwersytetu w Kazaniu, rzeczywisty radca stanu.

## Życiorys
Studiował medycynę na Uniwersytecie w Dorpacie i Uniwersytecie w Moskwie, studia ukończył w 1851 roku. Od 1854 do 1857 roku był asystentem w Szpitalu Przemienienia Pańskiego w Moskwie. Od 1855 do 1862 kierował własnym zakładem dla chorych umysłowo. W 1858 roku otrzymał tytuł doktora medycyny. W 1866 roku został mianowany docentem psychiatrii na Uniwersytecie w Kazaniu, w 1872 roku profesorem.
Żonaty z Natalie Wilhelmine Dieckhoff.